# Фрохольдт, Виктор
Виктор Мов Фрохольдт (дат. Victor Mow Froholdt; род. 25 февраля 2006) — датский футболист, полузащитник клуба «Порту» и сборной Дании.

## Клубная карьера
Воспитанник «Копенгагена», 5 ноября 2023 года Фрохольдт дебютировал за основную команду клуба, выйдя на замену и отличившись забитым мячом в матче датской Суперлиги против «Раннерс».

## Карьера в сборной
Выступал за сборные Дании до 16, до 17, до 18 и до 19 лет.
В марте 2025 года получил свой первый вызов в основную сборную Дании на матчи Лиги наций.